# Rytijärvi (sjö i Norra Österbotten)
Pieni Haukijärvi eller Rytijärvi(?) är en sjö i Finland. Den ligger i kommunen Pudasjärvi i landskapet Norra Österbotten, i den centrala delen av landet, 600 km norr om huvudstaden Helsingfors. Pieni Haukijärvi ligger 190,7 meter över havet. Den är 20 meter djup. Arean är 56,9 hektar och strandlinjen är 4,98 kilometer lång. Sjön  ingår i Ijo älvs huvudavrinningsområde. 